# Emoia paniai
Emoia paniai — вид сцинкоподібних ящірок родини сцинкових (Scincidae). Ендемік Індонезії.

## Поширення і екологія
Emoia paniai відомі з типової місцевості, розташованої в районі озер Паніай в західній частині Центрального хребта на острові Нова Гвінея. Вони живуть у вологих гірських тропічних лісах та на високогірних луках, на висоті 2000 м над рівнем моря.